# Franz Ulrich Theodor Aepinus
Franz Ulrich Theodor Aepinus (Rostock, 1724. december 13. – Dorpat, 1802. augusztus 22.) német csillagász, matematikus, fizikus, természetfilozófus.

## Pályafutása
Apja a rostocki egyetemen teológiát tanított. Johannes nevű ősük, a reformáció egyik vezető teológusa görögösítette az eredetileg Hoch vagy Huck családnevüket. Aepinus Jénában és  Rostockban tanult orvostudományt, majd matematikát. Diplomamunkáját a zuhanó testek pályájáról írta 1747-ben. Privát docensként tanított a rostocki egyetemen, parciális differenciálegyenletekkel, negatív számokkal foglalkozott, és fizikai, valamint csillagászati eszközöket készített. 

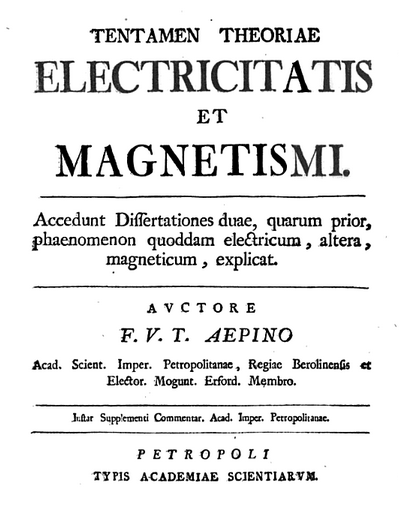
Az 1759-ben megjelent művének borítólapja

1755-ben Berlinbe hívták a csillagvizsgáló igazgatói posztjára, és a Berlini Tudományos Akadémia tagjává választották. Megismerkedett Leonhard Eulerrel, és nála lakott két éven keresztül.
Johan Carl Wilcke, aki tanítványa volt Rostockban, Berlinben írta disszertációját az elektromosságról. Megmutatta Aepinusnak a turmalint (szilikát ásvány), ami piezoelektromos tulajdonsággal rendelkezik. Aepinus a turmalin és más kristályok polarizációjának változását vizsgálta különböző hőfokon (piroelektromosság).  Kísérleteiről tanulmányt írt 1759-ben Tentamen theoriae electricitatis et magnetismi címmel.
1757-ben az Orosz Tudományos Akadémia tagjaként Szentpéterváron telepedett le, és fizikát tanított. II. Katalin orosz cárnő nagyra értékelte munkáját és rábízta fiának, a később I. Pál orosz cárnak a nevelését.
Aepinus 1781-ben értekezést írt a hold felszínéről és az egyenetlenségek vulkanikus eredetéről. 1785-ben a Göttingeni Tudományos Akadémia külső tagjává választották. 
2009-ben holdkrátert neveztek el róla.